# 페이 레이
페이 레이(Fay Wray, 1907년 9월 15일 ~ 2004년 8월 8일)는 캐나다의 여배우이다. 1933년 영화 《킹콩》의 앤 대로우 역으로 가장 잘 알려져 있다. 또한, 57년 간의 연기 인생에서 다양한 공포 영화에 출연함으로써, 스크림 퀸 계보에 오른 초기 배우들 중 한 명이다.

## 주요 작품
- 딤플스 (1936)
- 닥터 X (1932)
- 위험한 게임 (1932)
- 밀랍 박물관의 미스테리 (1933)
- 킹콩 (1933)
- 비바 빌라! (1934)